# イオンスタイル新百合ヶ丘
イオンスタイル新百合ヶ丘（イオンスタイルしんゆりがおか）は、神奈川県川崎市麻生区の新百合ヶ丘駅前にあるイオンリテールが運営するショッピングセンター。
1997年8月29日の開業以来、イオングループの再編に伴い、新百合ヶ丘ビブレ→新百合ヶ丘サティ（ビブレを併設）→イオン新百合ヶ丘店→イオンスタイル新百合ヶ丘と店名変更している。

## 概要

### 新百合ヶ丘ビブレとして開業
小田急電鉄と川崎市による新百合ヶ丘駅南口再開発事業では、セゾングループの進出計画が決定し、商業施設の核テナントとして西武百貨店の出店やグループのホテル建設が計画された。しかし、バブル景気崩壊後のセゾングループの経営不振から、1994年11月に西武百貨店は出店を撤回。このため計画は、マイカル（旧・ニチイ）が引き継ぎ、ビブレを出店することになった。
27店目の「ビブレ」して開業した「新百合ヶ丘ビブレ」は、地上7階建て。店舗面積は25000㎡。物販ゾーンのほかに、マイカルグループのシネマコンプレックス「ワーナー・マイカル・シネマズ」を6階に導入し、別棟でマイカル子会社のピープルが運営するスポーツクラブ「フライツァイト」を展開した。単なる商業施設にとどまることなく、複合化により、集客効果を高めて競争力をアップさせるもくろみで、ショッピングだけではなく、時間消費を意識するマイカルグループの戦略が表れていた。
コアターゲットをライフスタイルにこだわり、家族を大切にするポスト団塊世代の30代の平成ニューファミリーに据え、サブターゲットとして10代後半のピュアヤングとおしゃれなミッシー、ミセスを想定。ファッションゾーンは総じて百貨店、専門店志向でブランド中心の売場構成となり、量販店とは一線を画したハイファッションを意識した売場を展開。食品ゾーンは1階で「美味」「新鮮」「安心」「健康」をキーワードに日常生活に必要な商品を提供しながら、こだわりの商品を多数投入した。

### 新百合ヶ丘サティ・ビブレに
2003年11月7日、マイカルは新百合ヶ丘ビブレをファッションや身の回り品に強いビブレを小型化した新業態「サテライトビブレ」と総合スーパー「サティ」を組み合わせた初の店舗、新百合ヶ丘サティ・ビブレに改装した。この改装で地元の需要が強い食品・日用品などを強化するため、大半の売場を「サティ」に転換。営業終了時間も午後9時から午後11時に延長した。当時マイカルは、ビブレとサティに分かれていた食品部門をサティに統合し、運営の効率化を進めており、ビブレを流行の衣料やブランドショップの専門業態に特化させ、需要を見極めつつサティ内に「サテライトビブレ」を展開する方針を掲げていた。

### イオン新百合ヶ丘に
2011年3月1日、マイカルはイオンリテールへ統合。サティ・ジャスコの店舗ブランドを廃止し、イオンへ統合することとなった。これに伴い、新百合ヶ丘サティは同日よりイオン新百合ヶ丘店へ店名変更し、ビブレとともにイオンリテールの運営となった。サティ（SATY）からイオン（ÆON）に店舗ブランドが変更されたものの、看板以外はほとんどがシール等でロゴを張り替える程度であり、店内に大きな変化はなかった。同日には、施設内のコナミスポーツクラブ1階にある郵便局も「新百合ケ丘ビブレ内郵便局」から「新百合ヶ丘郵便局」に改称。8月には駐車場の運営元がイオンリテールからパーク24（駐車場名はタイムズ）に変更となっている。
2016年3月1日にビブレの都市型店舗の運営は、OPAに移管されるが、新百合ヶ丘ビブレは都市型店舗ながらイオンリテールによる運営が継続され、ビブレの公式サイトには継続して店舗として記載されていた。
2018年に新百合ヶ丘ビブレはイオン新百合ヶ丘店へ統合され、2階もイオンの直営売場となり「ビブレ」ブランドが消滅。これにより核テナントが開業時から全て入れ替わった。

### イオンスタイル新百合ヶ丘に
2018年4月27日にリニューアルオープンの際、イオンスタイル新百合ヶ丘へ店名を再度変更。
2024年5月31日には再度リニューアル。前年8月に撤退したGAPに代わり、ビブレが「VIVRE GÈNE（ビブレジーン）」として約6年ぶりに再出店した。また2階には冷凍食品専門店「＠FROZEN」を導入。

### 映画館
施設開業と同時にオープンしたワーナー・マイカル・シネマズ新百合ヶ丘は、ワーナー・マイカル・シネマズとイオンシネマズの統合に伴い、2013年7月1日、イオンシネマ新百合ヶ丘に館名を改めている。

## 建物構造など
本館は地下2階・地上8階建て、駐車場棟は地下3階・地上8階建て。ただし階数表記については6階までで、このうち3階と4階は下層階が「○A階」、上層階が「○B階」のように2つの階層に分かれている。
建物所有者は「新百合ヶ丘農住都市開発株式会社」。イオンの自社所有による商業施設ではない。

## フロア構成

### イオンスタイル新百合ヶ丘時代
※2024年5月時点
- 6階 イオンシネマ新百合ヶ丘
- 5階 文具・手芸用品、レストランと専門店のフロア（専門店は4つの飲食店とスポーツオーソリティ・ノジマ）
- 4階 キッズ・ベビー用品と暮らしの品のフロア（専門店はスタジオアリス・ナムコファミリーパーク等）
- 3階 ファッションと服飾雑貨のフロア（専門店はマジックミシン・歯科・美容室）
- 2階 食と雑貨の専門店のフロア（専門店はビオセボン等）
- 1階 食品のフロア（専門店はイオン銀行・カメラのキタムラ等）

### イオン新百合ヶ丘店時代
- 6階 イオンシネマ新百合ヶ丘（旧ワーナー・マイカル・シネマズ新百合ヶ丘）
- 5階 イオン（旧：サティ）新百合ヶ丘店（生活雑貨・家電・携帯電話、専門店は4つの飲食店と保険見直し本舗）
- 4階 イオン新百合ヶ丘店（紳士衣料・子供衣料・玩具・書籍、専門店はスタジオアリス・未来屋書店等）
- 3階 イオン新百合ヶ丘店（婦人衣料・スポーツウェア、専門店はタルボット・無印良品等）
- 2階 新百合ヶ丘ビブレ
- 1階 イオン新百合ヶ丘店（食料品・日用雑貨など、専門店はイオン銀行・カメラのキタムラ等）

### 新百合ヶ丘ビブレ時代
- 6階 ワーナー・マイカル・シネマズ新百合ヶ丘
- 5階 雑貨、書籍、レストラン
- 4階 ファッション（紳士衣料、紳士小物、靴、専門店はEddie Bauer、HMV、ダーバン、オンワード等）
- 3階 ファッション（婦人衣料、サービスカウンター、専門店は女性用下着etam等）
- 2階 ファッション、化粧品（CdeC等）
- 1階 食料品（食料品)